# Filadelfia (Lídia)
Filadelfia (en llatí Phĭlădelphīa, en grec antic Φιλαδέλφεια), actualment: Alaşehir, era una ciutat de l'antiguitat clàssica que formava part de Lídia, al nord-oest de les muntanyes Tmolos, al sud del riu Cogamos, a uns 40 km de Sardes, segons diu Plini el Vell. Filadelfia vol dir "amor fraternal" i es troba a prop de la ciutat d'Esmirna.

## Fundació i història
Èumenes II la va fundar en honor del seu germà Àtal II Filadelf futur rei de Pèrgam, l'any 189 aC, diu Esteve de Bizanci. Estrabó la situa al districte de Catacecaumene vora un volcà, i diu que patia sovint terratrèmols, i un terratrèmol la va destruir parcialment l'any 17 durant el regnat de Tiberi, segons Tàcit.

### Filadelfia romana
Reconstruïda amb ajut de Tiberi, va agafar el nom de Neocesarea. Sota Vespasià es va dir Flàvia. Al segle iii se l'anomenà Nova Atenes per la forta presència del paganisme. És coneguda també perquè se la menciona a l'Apocalipsi on diu que era una de les set esglésies de l'Àsia Menor.

### Filadelfia romana d'Orient
Tot i que els turcs varen sotmetre la ciutat el 1071 i el 1093, els romans d'Orient la van reconquerir l'any 1098. Des d'aleshores i fins al segle xiv la ciutat era la seu d'un Doux (governador) i d'un estratopedarca (comandant militar) del tema dels Tracesis. La ciutat prosperà econòmicament durant el segle xiii i el segle xiv gràcies al seu comerç i a la seva estratègica situació; els genovesos hi establiren una colònia mercantil i la ciutat produïa gran quantitat de productes de pell i de seda vermella.
La prosperitat de la ciutat atragué els turcs, que el 1303 provaren de conquerir-la. Va ser assetjada per Yakup bin Ali Şir, Bey de Germiyan-oğhlu. El 1304 però, la Companyia Catalana d'Orient va derrotar els turcs en la batalla d'Àulax i va salvar la ciutat. Els Germiyan-oghlu la van assetjar dues vegades més, el 1307 i 1324 i finalment va haver de pagar un tribut. El 1335 el tribut va passar a l'emir Umur Bey dels Aydin-oghlu (el Düstür-name-yi Enweri diu que Umur va ocupar la ciutat, però probablement només es va canviar el destinatari del tribut).
Va romandre com un estat autònom grec, de sobirania imperial però pagant tribut als turcmans fins que el 1390 Baiazet I la va ocupar amb l'ajut obligat d'una força romana d'Orient a la qual van ser "convidats" a participar l'emperador Joan V Paleòleg (teòric sobirà de la ciutat) i Manuel II Paleòleg (ostatge a la cort otomana) que no van tenir més remei que accedir-hi.

## Domini musulmà
Filadelfia va ser la darrera possessió dels romans d'orient a Àsia Menor. El 1402 la va ocupar Tamerlà que hi va fer construir una muralla amb els cossos dels presoners. Mort Tamerlà el 1405, va passar a Djunayd Bey, però la va perdre davant Murat II. Els turcs l'anomenaren Alaşehir i la ciutat vella està en runes.